# Frédéric de Portal
Frédéric de Portal, vollständig Pierre Paul Frédéric Baron de Portal, (* 7. November 1804 in Bordeaux; † 10. Januar 1876 in Paris) war ein französischer Jurist und Autor.
Frédéric de Portal war der Sohn des Schiffsbesitzers und späteren Marineministers Pierre-Barthélémy Portal d’Albarèdes (1765–1845). 1824 wurde er Attaché bei der französischen Gesandtschaft in Dresden, später in St. Petersburg, 1832 wurde er Maître des requêtes beim Conseil d’État. 1838 wurde er Ritter der Ehrenlegion.

## Veröffentlichungen
- Les symboles des Égyptiens comparés à ceux des Hébreux. Paris 1840 (Digitalisat).
- Des couleurs symboliques dans l'antiquité, le moyen age, et les temps modernes. Paris 1857 (Digitalisat).
- Les descendants des Albigeois et des Huguenots ou mémoires de la famille de Portal. Paris 1860 (Digitalisat).
- Politique des lois civiles ou science des législations compares. 3 Bände, Paris 1873–1877 (Digitalisat Band 2).